# Kasongo
Kasongo är en stad i Kongo-Kinshasa, huvudort i territoriet med samma namn. Den ligger i provinsen Maniema, i den centrala delen av landet, 1 300 km öster om huvudstaden Kinshasa.
Kasongo var Tippu Tips huvudstad och från 1912 till 1950 distriktet Maniemas huvudstad. På grund av det arabisk-swahiliska inflytandet är Kasongo centrum för islam i Kongo-Kinshasa, och är dessutom säte för ett katolskt stift.